# Alexis Nesme
 (octobre 2018).
Si vous disposez d'ouvrages ou d'articles de référence ou si vous connaissez des sites web de qualité traitant du thème abordé ici, merci de compléter l'article en donnant les références utiles à sa vérifiabilité et en les liant à la section « Notes et références ».
Pour les articles homonymes, voir Nesme.
Alexis Nesme est un illustrateur français, dessinateur de bande dessinée et de timbres-poste né le 1er janvier 1974 à Villefranche-sur-Saône.

## Biographie
Alexis Nesme est diplômé en 1997 de l'École supérieure des arts décoratifs de Strasbourg. Il est le créateur de la série Grabouillon et le dessinateur-coloriste des Gamins, publiées chez Delcourt dans la collection Jeunesse. Il est aussi l'auteur de bande dessinée Les Enfants du capitaine Grant, inspiré du roman de même nom de Jules Verne. Les personnages y sont représentés avec des têtes d'animaux.
Pour La Poste française, il dessine les timbres des carnets Meilleurs vœux de novembre 2006 et Sourires de septembre 2007. Sur les illustrations, il met en scène des animaux anthropomorphes créés en trois dimensions : un renne et des pingouins en 2006, puis des vaches jouant des mots sur le thème du courrier et du timbre-poste,.

## Œuvres

### One shot
- Horrifikland, Glénat, « Disney by Glénat », 2019
Scénario : Lewis Trondheim - Dessin et couleurs : Alexis Nesme -  (ISBN 978-2-344-02463-8)

## Récompense
- Festival d'Angoulême 1996 : Alph-Art graine de pro[4]